# Tenampúa
Tenampúa es un sitio arqueológico perteneciente a la cultura Lenca que data del periodo clásico temprano mesoamericano, situado en el centro de Honduras en el valle de Comayagua. Es conocido por tener la interesante característica de poseer diversos montículos que superan más de seis metros, escalinatas, terrazas, y una fortaleza en su interior, además de ser un lugar ubicado en una zona montañosa de difícil acceso. El área también esta caracterizada por estar llena de pinos y un clima fresco rondando entre los 15 y 21 grados Celsius de temperatura y fuertes ráfagas de viento.

## Descripción del sitio
Situado en medio de bosque de pino característico de la zona centro de Honduras a 57 km de Tegucigalpa al sur del municipio de la villa de san Antonio, cuya meseta está conformada por laderas inclinadas de difícil acceso y por la altura de 866 metros sobre del mar. Desde este espacio se divisa parte del valle de Comayagua, la paz y los alrededores montañosos que colindan con el departamento de Francisco Morazán, por tal razón los lenca decidieron levantar ahí la fortificación precolombina. El área de 21 hectáreas que comprende el sitio arqueológico se compone de varios montículos, plataformas, y una fortaleza con muros de entre dos a cuatro metros y cuya base ronda entre tres a siete metros en la cual dentro alberga unas estructuras piramidales escalonadas de entre 6 m y 12 m de altura.

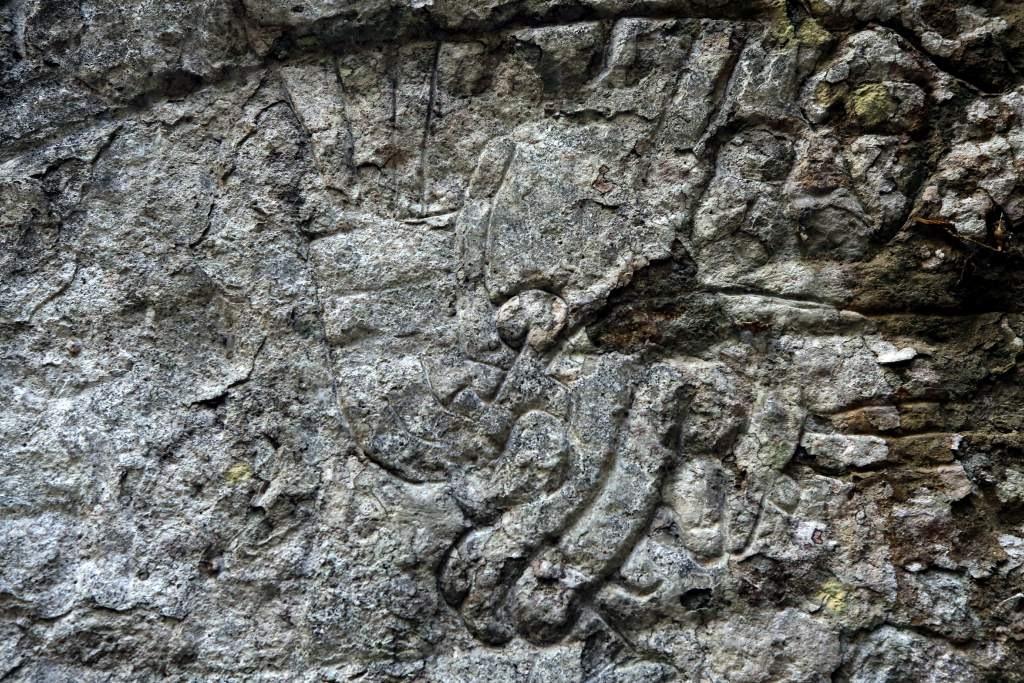
Petroglifo de un ave encontrado en los restos de lo que fue el campo de pelota.

En el área también es visible unas graderías, montículos que fueron alguna vez un campo de pelota característico de las culturas mesoamericanas, zonas con grabados en rocas y arte rupestre en unas cuevas cercanas situadas en la misma área. El sitio fue víctima de constantes saqueos por varias décadas lo cual hizo que buena parte de la infraestructura este actualmente deteriorada o incompleta debido al saqueo de algunos pobladores de la zona, así que fue registrada como patrimonio cultural hasta 1997, actualmente es protegida por guardias. 

## Historia

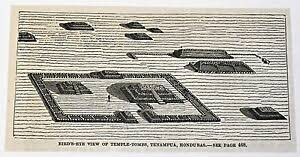
Recreación de las ruinas de Tenampúa de 1883.

De lo poco que se sabe de este sitio es que fue un construido por los indígenas Lencas durante el periodo clásico  mesoamericano con el propósito de ser un centro ceremonial y que también fue usado como refugio el cual debido a esta función sus alrededores empezarían a ser más poblados paulatinamente. No se sabe con precisión el porqué fue abandonado o porqué dejó de ser un importante centro ceremonial para realizar rituales religiosos para los Lencas, aunque puede teorizar que debido a que este fue utilizado cada vez con mayor frecuencia como refugio y fuerte militar durante las constantes guerras que tenían durante con diferentes señoríos evidenciado por los restos de murallas encontrados en el sitio, este llegaría a ver una notable decadencia debido a la sobre población y el constante asedio. Otra explicación dada por arqueólogos hondureños acerca de su abandono sería que varias aldeas que se situaban cerca del sitio arqueológico fueron poco a poco abandonadas por los habitantes para asentarse más en áreas más bajas principalmente del valle dejando a Tenampúa en el olvido. 

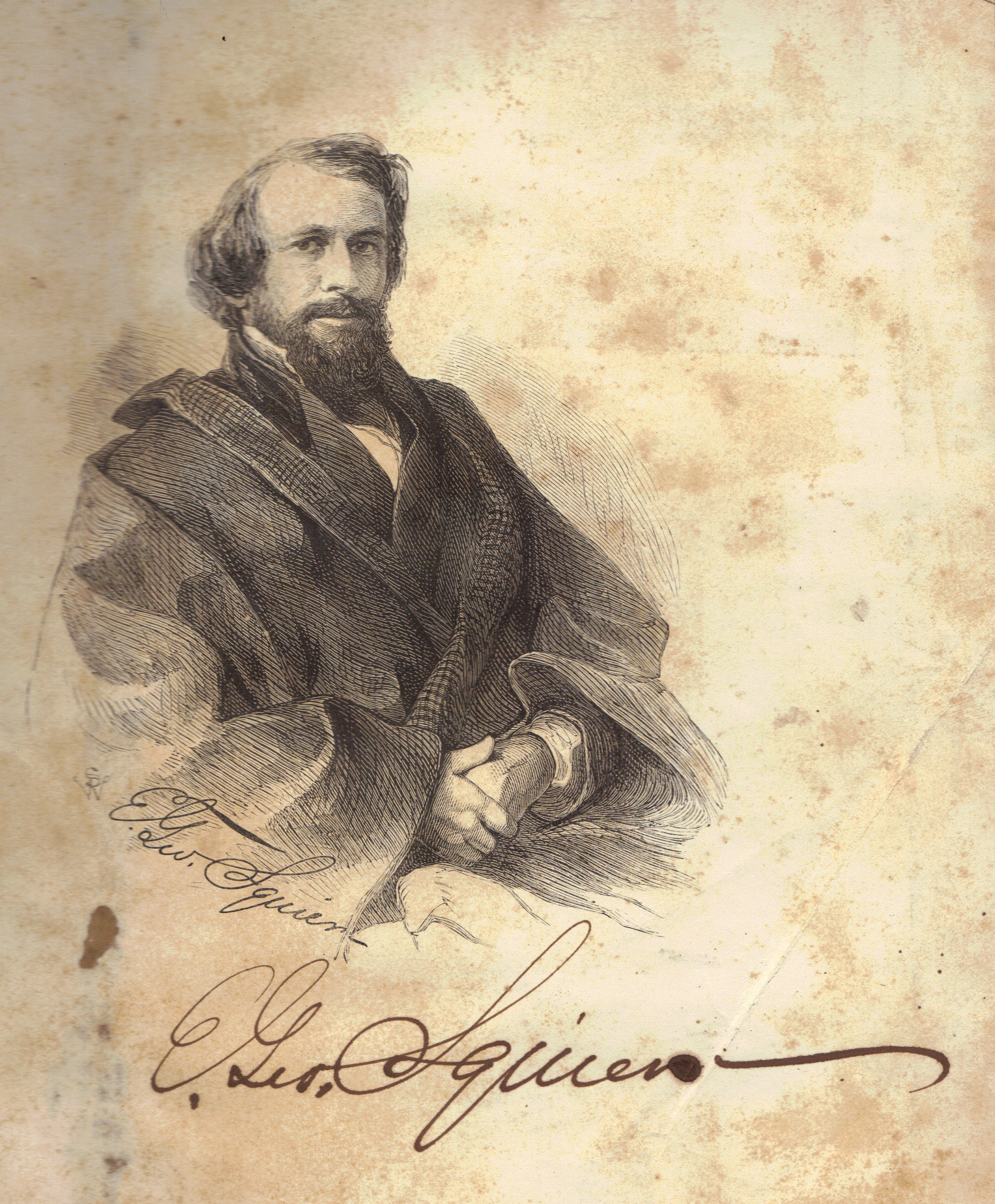
El explorador estadounidense Ephraim George Squier conoció las estructuras a mediados del siglo XIX

Durante el siglo XIX fue visitado por el explorador y arqueólogo estadounidense Ephraim George Squier en 1853, el cual envió informes y cartas sobre las ruinas a la comunidad de historiadores de Nueva York. Acorde los testimonios de Squier las ruinas llegaron asombrarlo no solo por su tamaño sino por la ubicación en las que fueron edificadas ya que fue una hazaña de ingeniería para llevar las rocas hasta el terrero montañoso donde se encuentran.Dentro de sus informes se encuentra la descripción de un  campo de pelota y una serie de montículos de considerable altura que mostraban el in genio del pueblo Lenca para la ingeniería. 

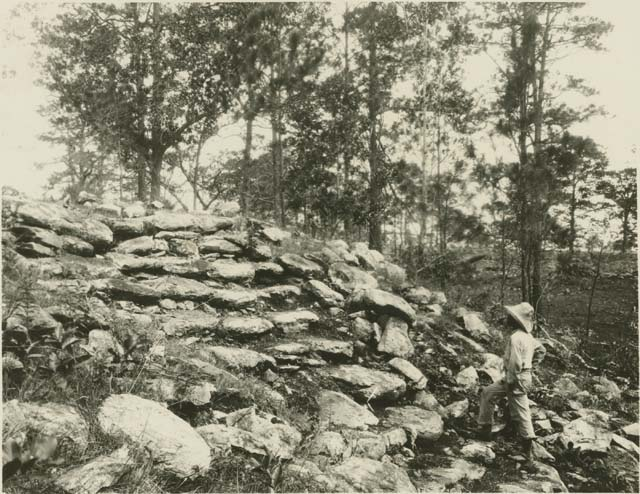
Reconstrucción de la Escalinata No.1 del sitio por el equipo de la arqueóloga Dorothy H. Popenoe en 1927.

Tiempo más tarde el área que abarca el sitio arqueológico también fue víctima de la guerra civil de Honduras de 1924 la cual logró dañar algunas de las estructuras, razón por la cual en algunas zonas del mismo fueron encontrados casquetes de bala y partes de huesos de soldados del ejército nacional pocos años después de la guerra. A pesar de este suceso el sitio fue visitado por Dorothy Popenoe donde logró cartografiar varias de las estaturas además de ayudar a reconstruir la escalinata n.º 1 del sitio. Otro punto clave que lo9gro avistar en sus trabajos de campo fue la terraza de la elite. 
En los años 40 hubo otro estudio hecho par el arqueólogo y arzobispo vaticano Federico Lunardi, en sus informes al momento de visitar las ruinas estas aun poseían varias lagunas, restos de acueductos, y escombros de palacios aun visibles en 1948, razón que daría entender que el sitio también tuvo aéreas de recreación para la élite gobernante y la casta sacerdotal. Actualmente aún se puede observar una zona con dichos acueductos y algunos pozos que, debido al abandono se han llenado de tierra por ende actualmente miden medio metro de profundidad, lo que sugiere que los Lencas manejaban un sistema de ingeniería hidráulica que aprovechaban el agua de lluvia y los arroyos cercanos al sitio para lavar, almacenar y distribuir el agua dentro del recinto.
En 1957 el sitio fue estudiado por la arqueóloga Doris Stone, quien reportó el uso de “cemento de cal” (los estudios implican que se trataba de estuco muy empleado en los centros urbanos mesoamericanos), como piso en el montículo principal de Tenampúa. Este montículo también estaba rodeado por un muro rectangular relativamente largo y bastante elaborado, que tenía una única entrada en el lado oeste. En Comayagua el estuco no se encuentra con frecuencia. De hecho, el único otro lugar donde se ha encontrado este tipo de uso del estuco es en Yarumela pero en un contexto Preclásico.
Actualmente puede ser accesible al público en especial a los senderistas, aunque es bastante difícil su acceso al estar situado en una zona montañosa y boscosa considerablemente apartado de zonas habitadas aunque hay guías que se encargan de llevar a interesados a las ruinas.

## Hallazgos
Varios investigadores han encontrado diversos tipos de cerámicas con exquisitos grabados y decorados, puntas de flecha de obsidiana, y tallados de jade, han sido encontrados en la zona, también estatuillas que representan algunas deidades como Itanipuca, Ilanguipuca e Icelaca que pertenecen a la mitología Lenca. Aunque los objetos más comunes son las diversas piezas de alfarería  policromada las cuales son consideradas de las más finas en materiales de elaboración y decorado en las tierras de dominio Lenca durante el periodo clásico.  
Actualmente varias están exhibidas en museos de Comayagua. Otro hallazgo son los restos presuntos templos religiosos cercanos a la zona aunque debido al deterioro actualmente ya se encuentran derrumbados o reducidos a escombros cubiertos por la vegetación. 

### Galería

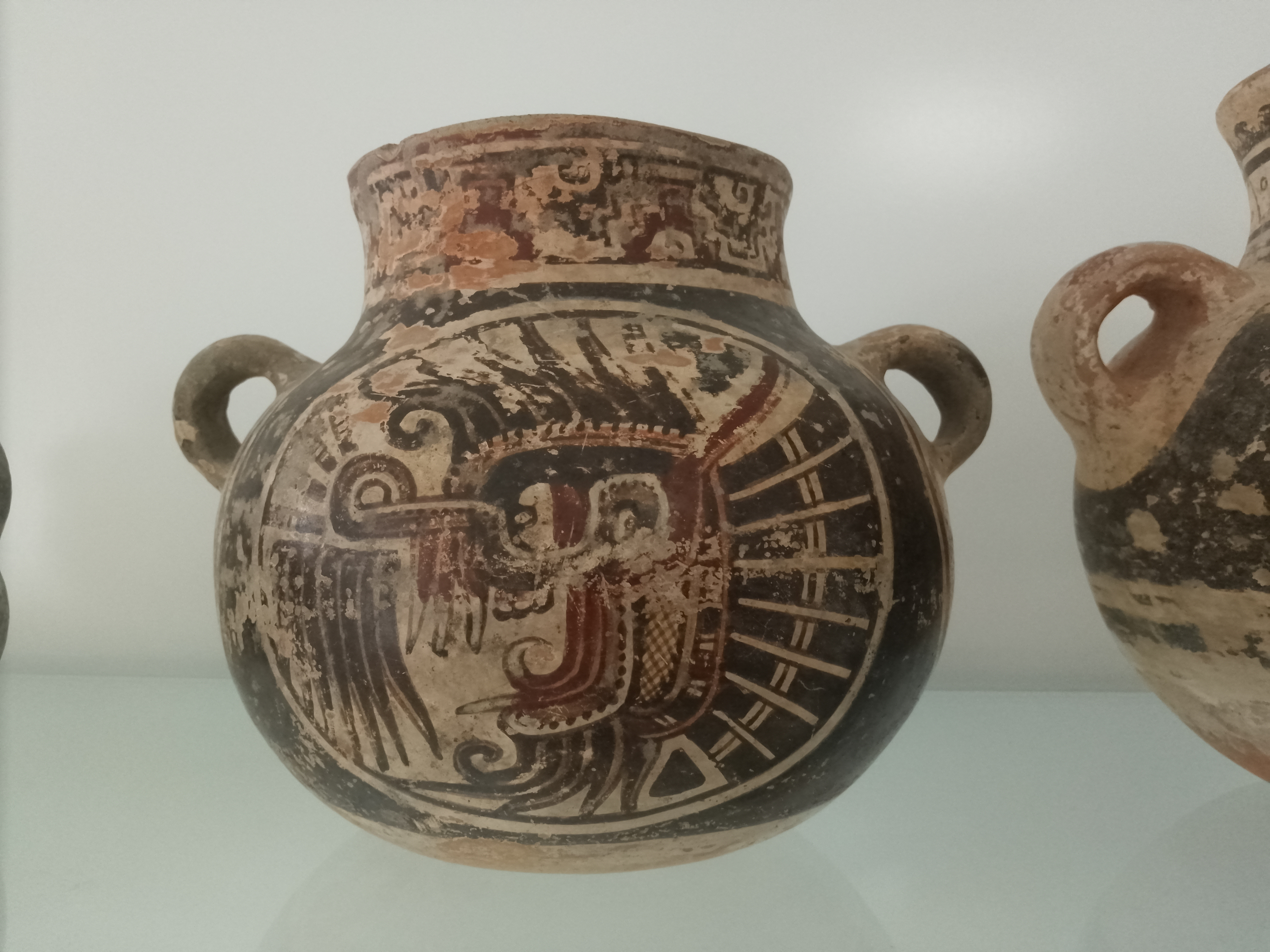
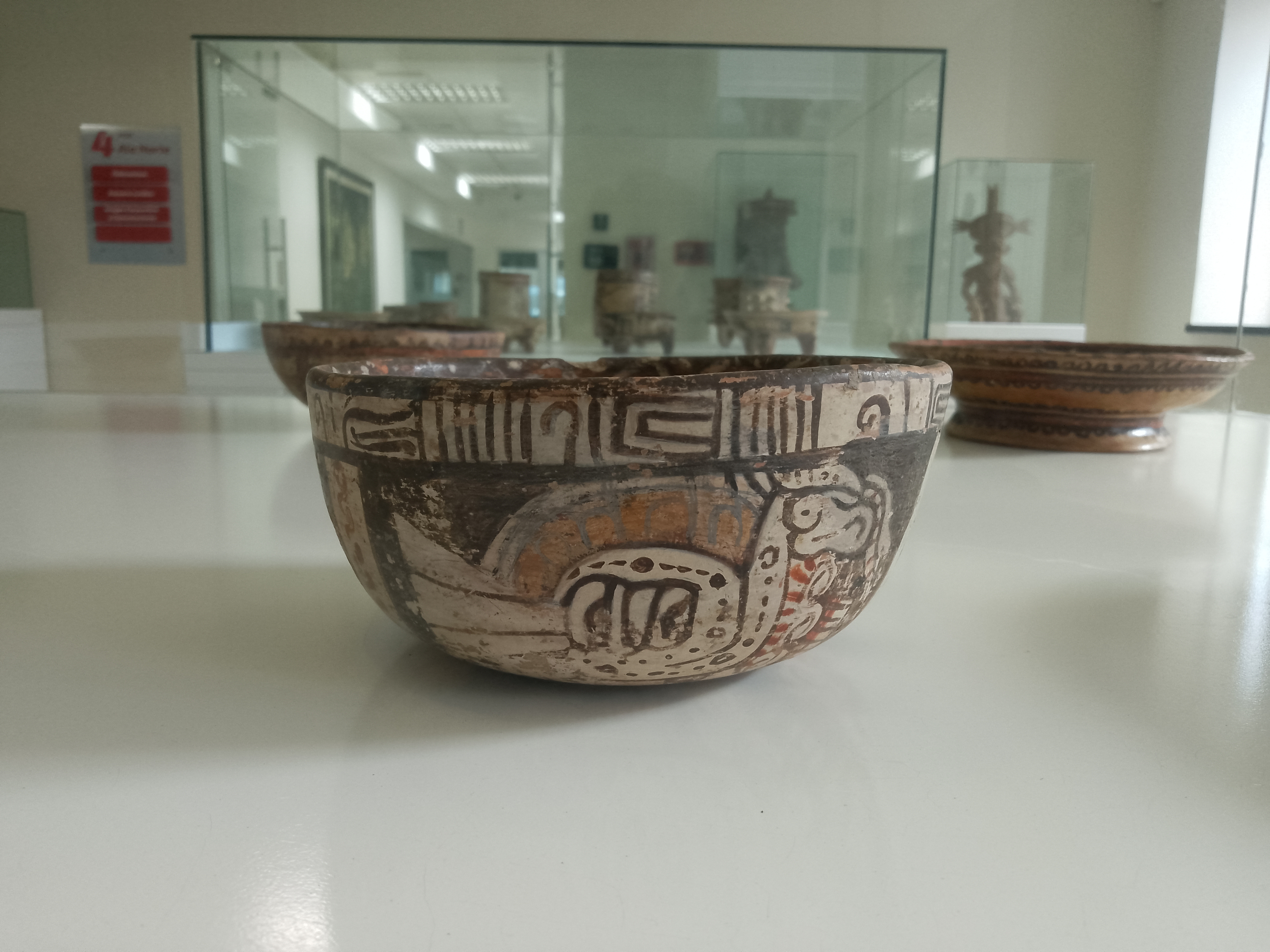
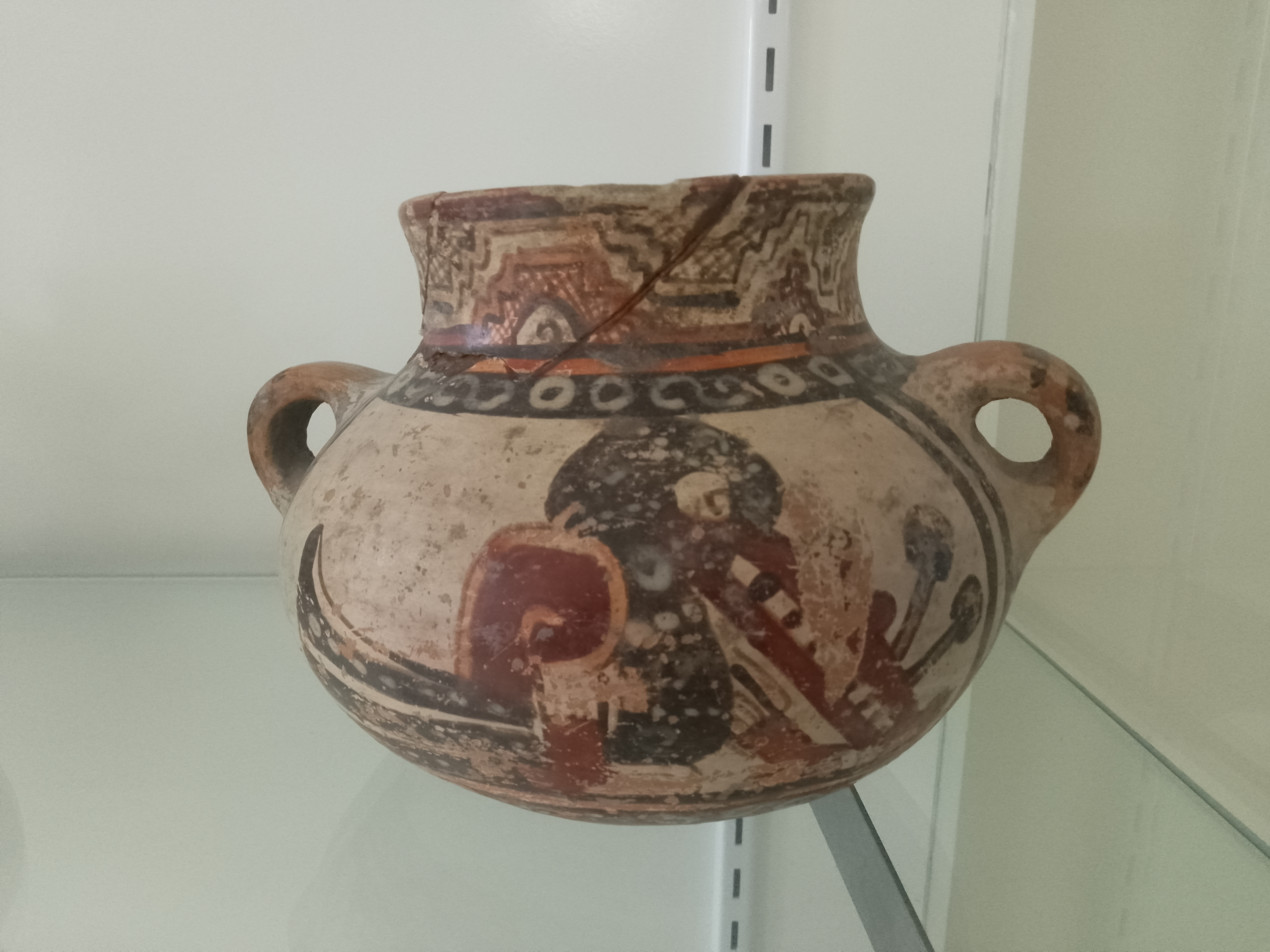
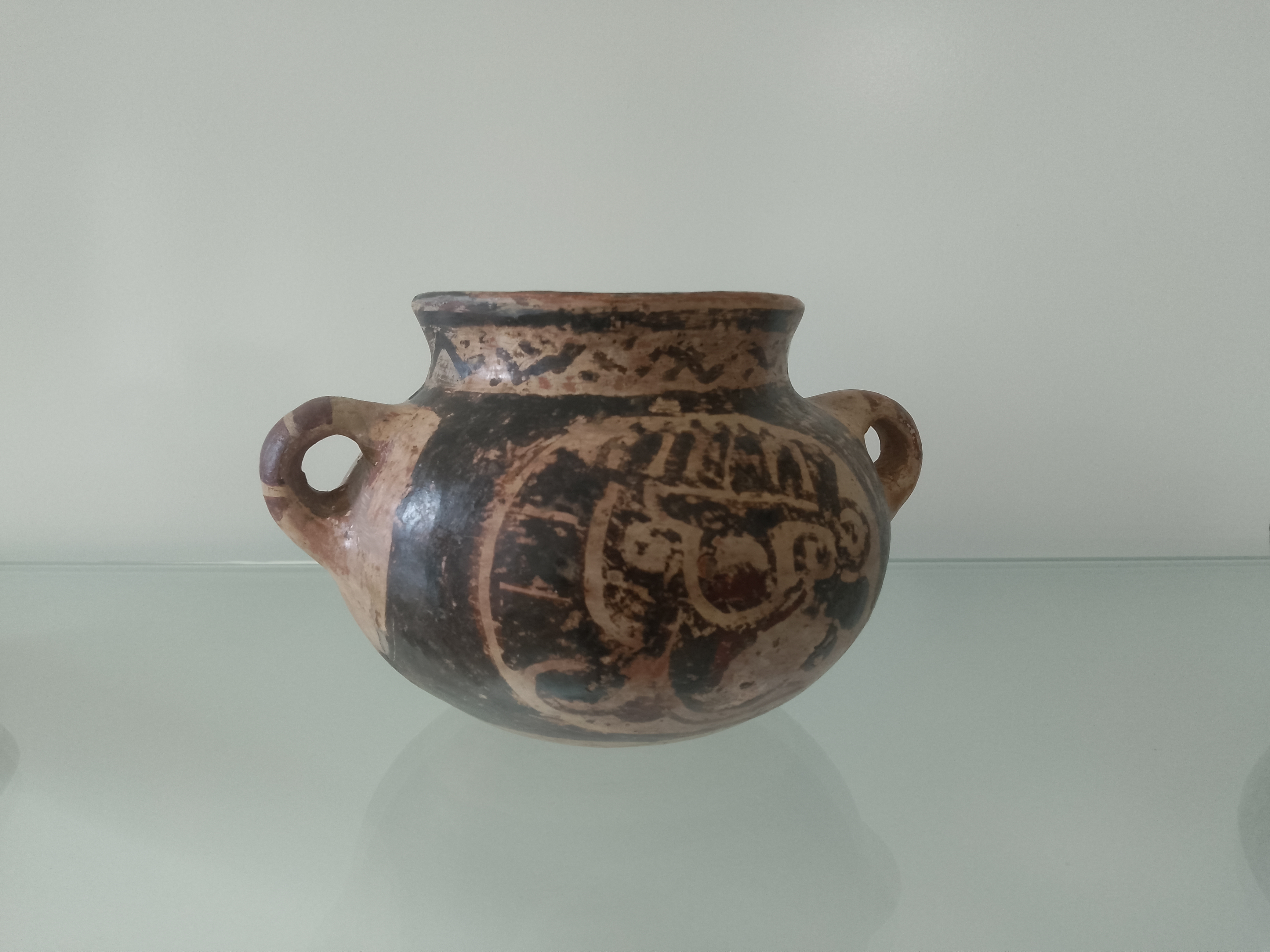
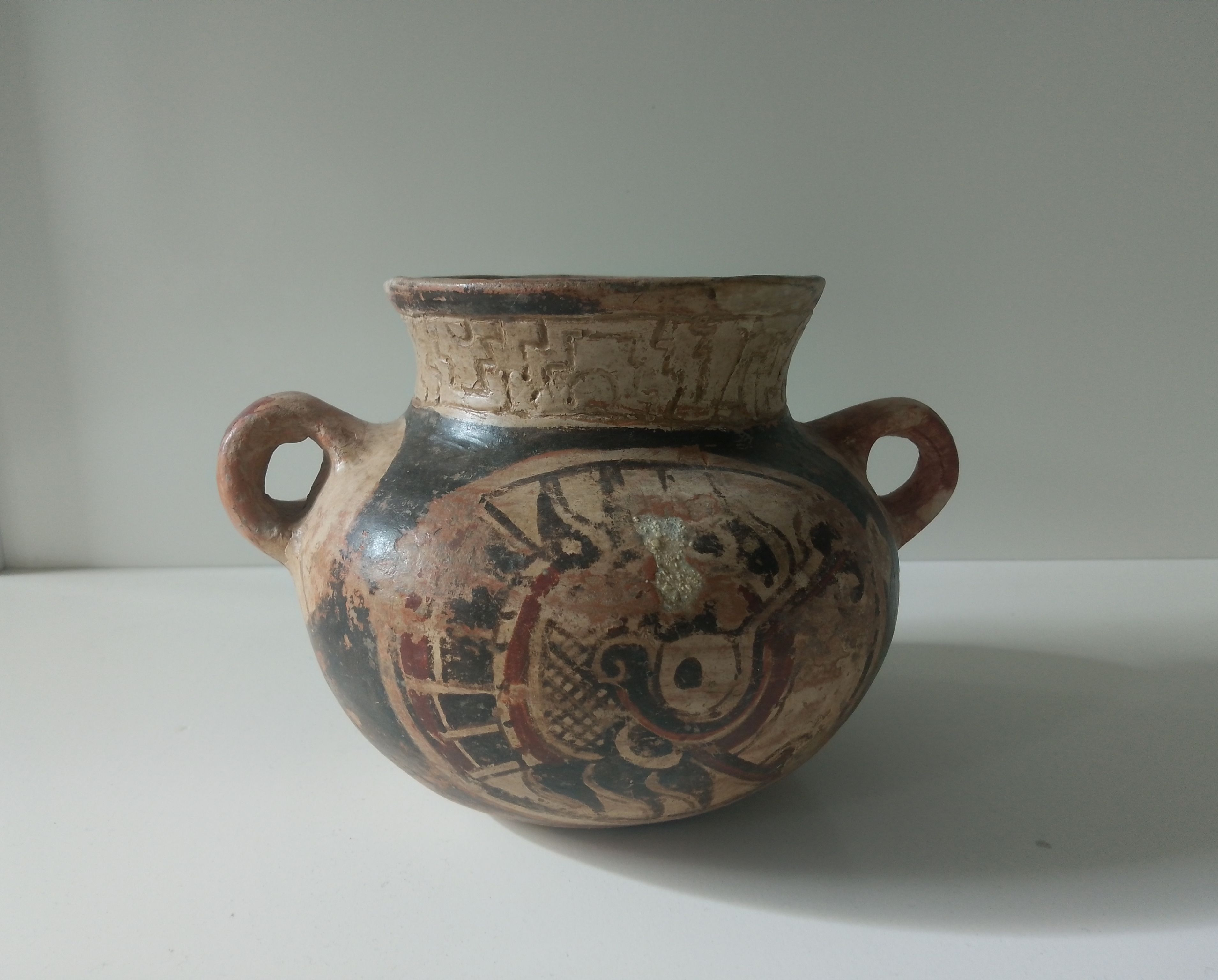
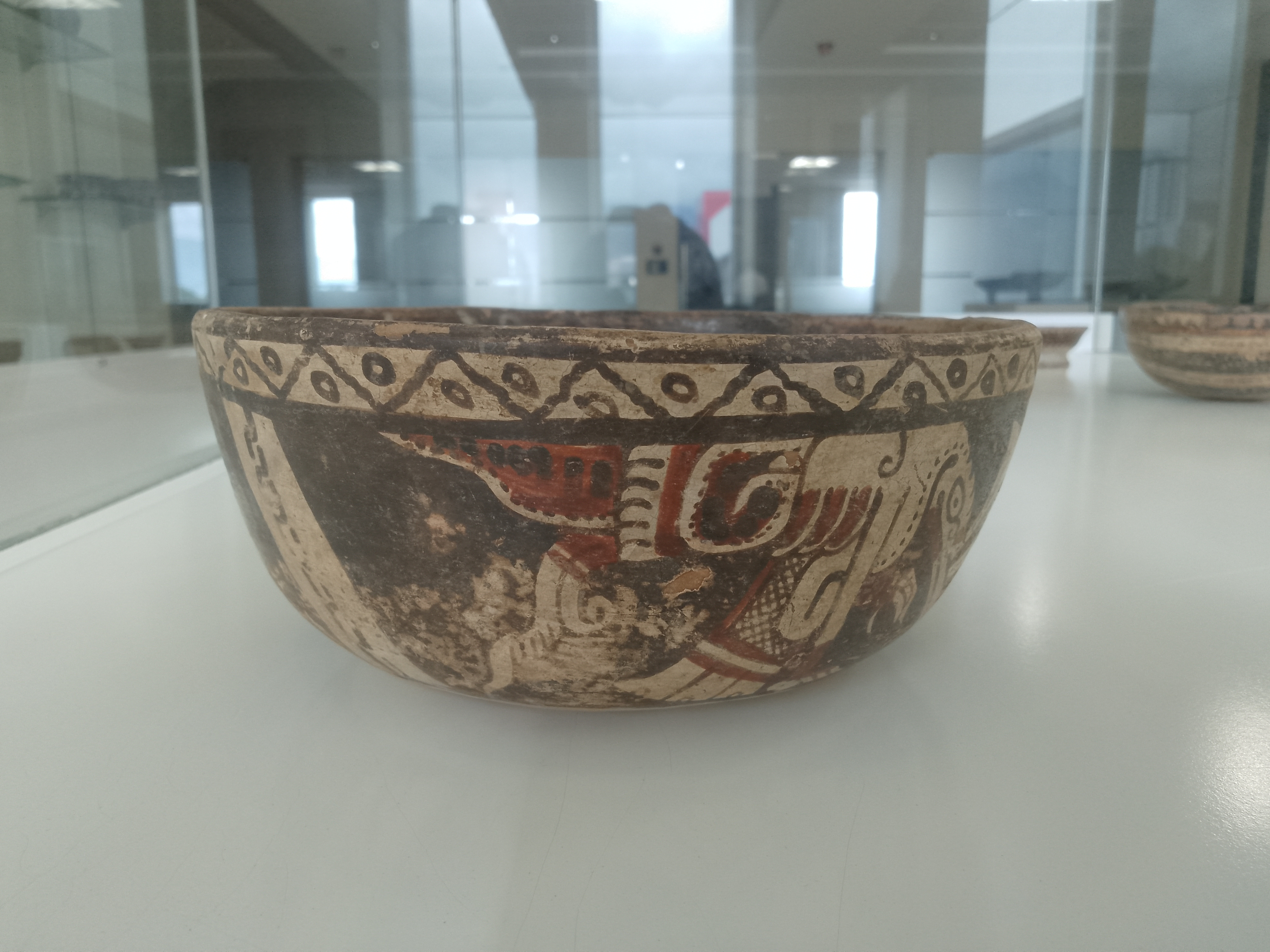